# Nico Cota
Nico Cota, nombre artístico de Nicolás Cota (Buenos Aires, 30 de noviembre de 1972) es un músico compositor y multiinstrumentista de rock y jazz en Argentina.

## Biografía
Nicolás Cota nació en Buenos Aires el 30 de noviembre de 1972, y comenzó a desempañarse como músico profesional desde 1991, integrando la banda de Luis Salinas. Con posterioridad integró las bandas de Luis Alberto Spinetta (participando en el concierto y el disco Estrelicia MTV Unplugged, en varios proyectos y  el histórico recital de Las Bandas Eternas), Fito Páez (en Circo beat, Euforia y Enemigos íntimos), Illya Kuryaki and the Valderramas (en Horno para calentar los mares, Chaco y Versus) Ratones Paranoicos, Divididos, Liliana Herrero, Armando Manzanero, Javier Malosetti, Guillermo Vadalá, Mono Fontana y Andrés Calamaro, entre otros.
En 1992 comenzó su carrera de DJ, desarrollando un estilo funk, hip hop, soul y disco en la escena bailable de Buenos Aires.
Como compositor creó las bandas de sonido de varias películas, como La antena (2007), Encarnación (2007), El nido vacío (2008), Amorosa Soledad (2008), Dos hermanos (2010), En fuera de juego (España, 2011) y La suerte en tus manos (2012).
Como músico solista editó los álbumes The Solo (2002) y Escucha el ritmo (2012).
Como productor trabajó con Illya Kuryaki and the Valderramas (en Horno para calentar los mares, Chaco y Versus), Loli Molina, Nico Ibarburu, Julieta Rada, Viuda e Hijas de Roque Enroll, etc.

## Discografía solista
- The Solo (2002)
- Escucha el ritmo (2012)